# Sekrestye

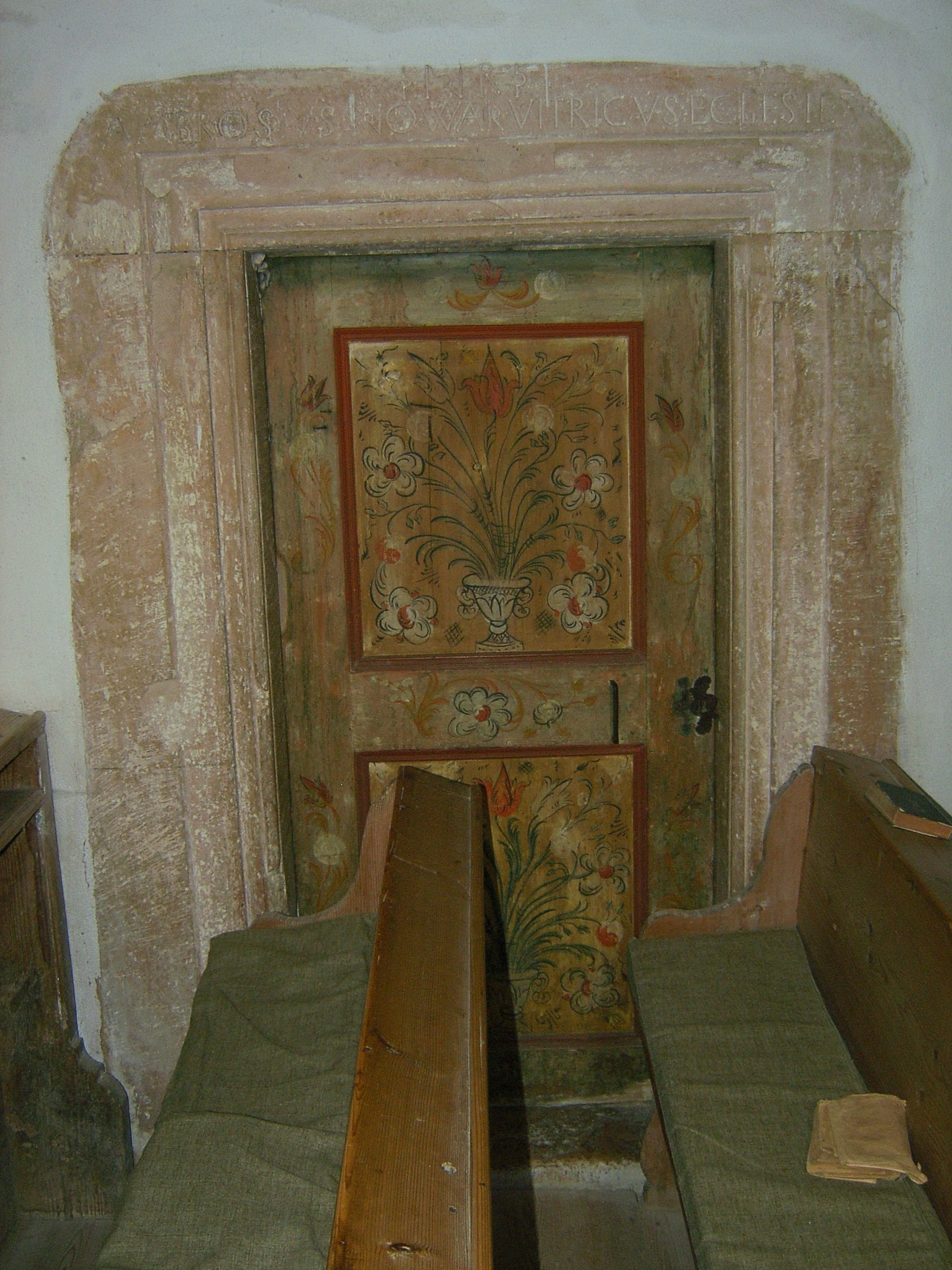
Egy sekrestye ajtaja

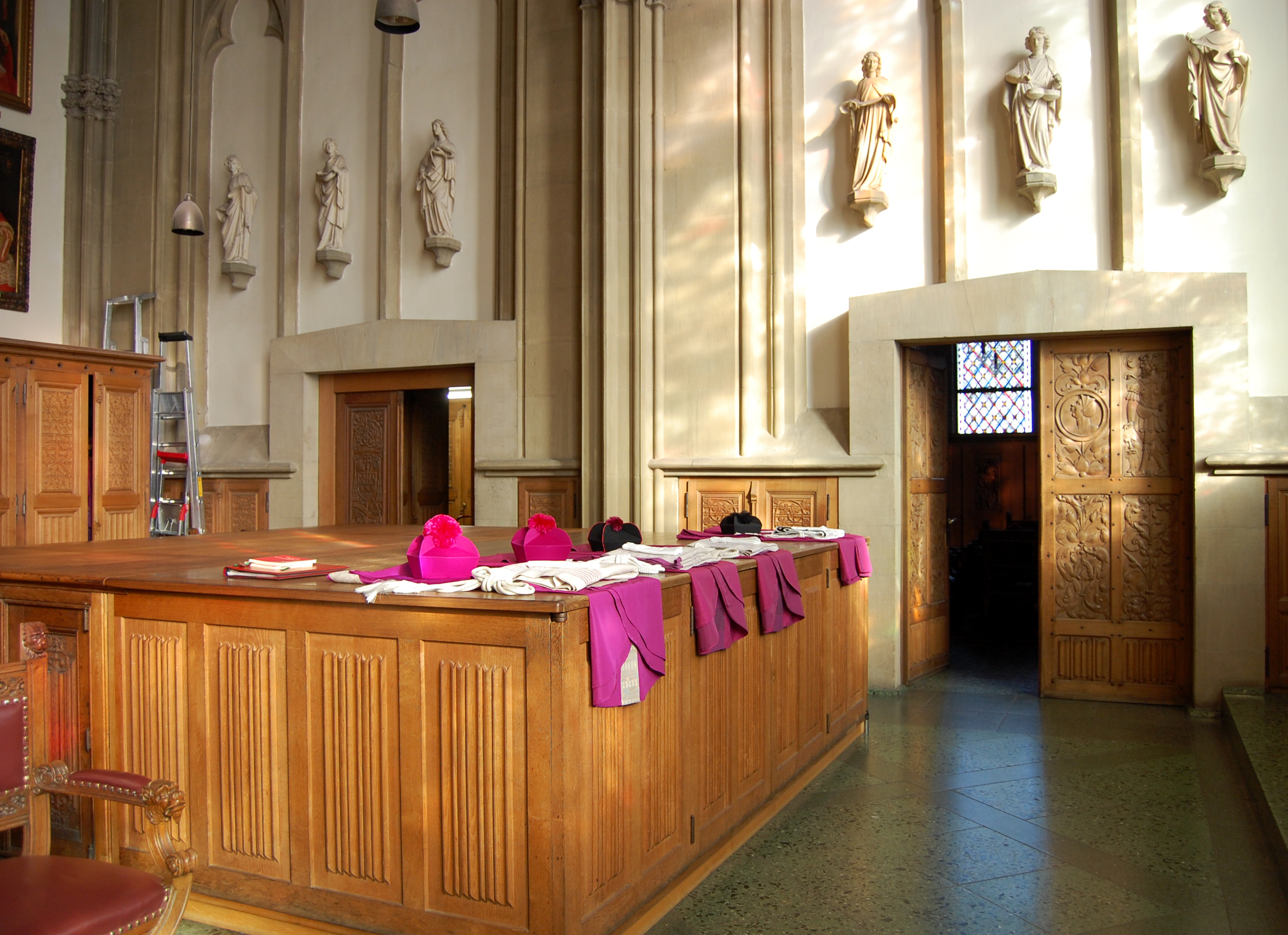
A kölni dóm sekrestyéje Németországban

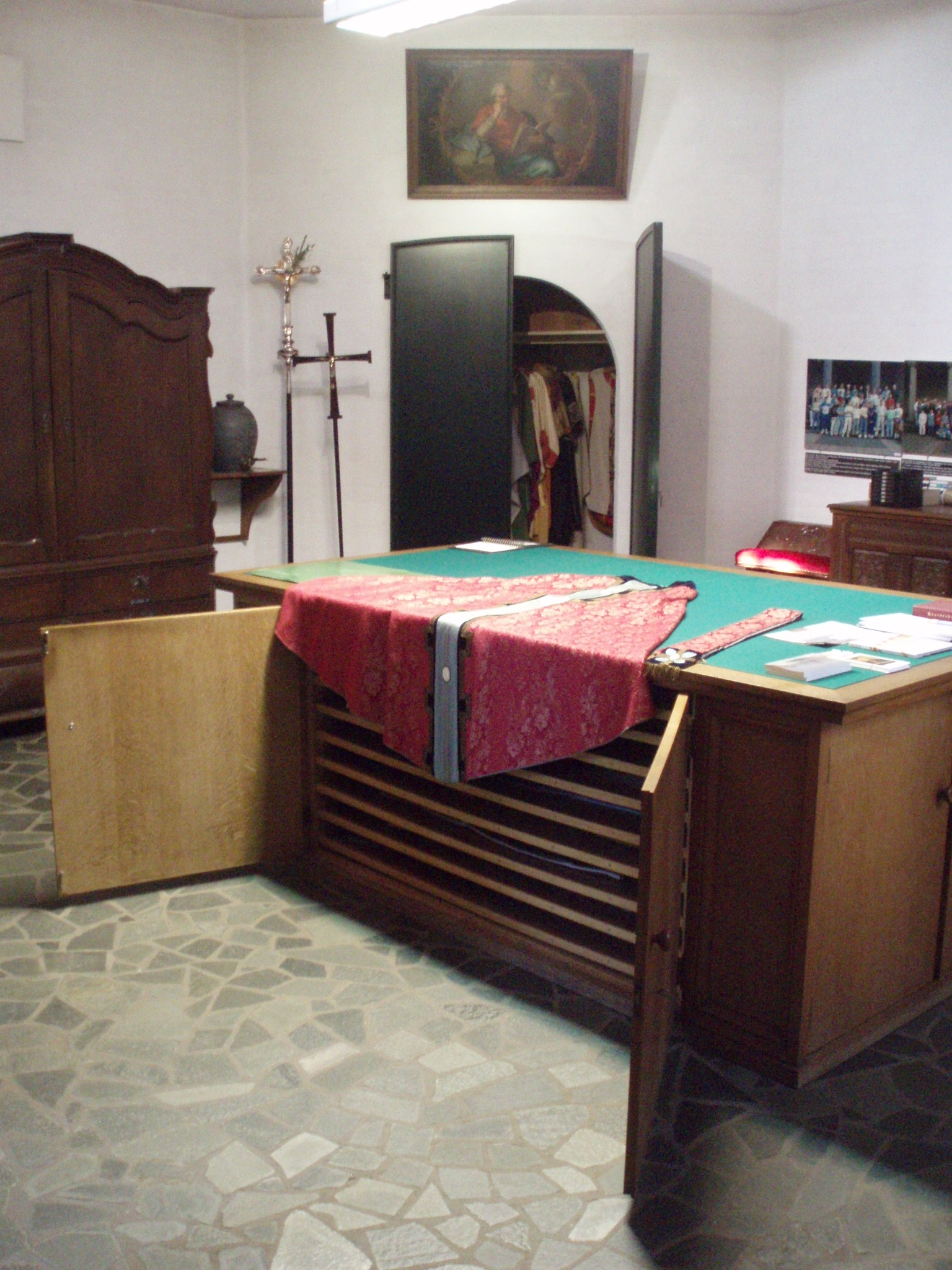
Sekrestye

A sekrestye (latinul: sacristia, salutatorium, sacrarium, secretarium, görögül: szkeuophülakion) kisebb-nagyobb terem vagy szoba a templom szentélye mellett, rendszerint a főoltártól balra (evangéliumi oldalon). Ebben a helyiségben történik a papság és a segédkezők öltözködése, itt őrzik a misékhez szükséges liturgikus ruhákat, eszközöket és szereket.
A sekrestye berendezési tárgyai: feszület a falon (tőle indulnak a liturgiát végzők), öltözőasztal, szekrények a ruháknak, könyveknek és edényeknek, kézmosó, imazsámoly (gyakran gyóntatószékkel).

## A szó eredete
A sekrestye szó a latin sacristia  magyarosított alakja.